# Neill Collins
Neill William Collins (* 2. September 1983 in Troon) ist ein ehemaliger schottischer Fußballspieler. Der Innenverteidiger war U-21-Nationalspieler und spielte den Großteil seiner Karriere in englischen Profiligen. Von 2018 bis 2023 war Collins bei seiner letzten Spielerstation, den Tampa Bay Rowdies, Trainer; im Sommer 2023 wurde er Trainer beim englischen Zweitligisten FC Barnsley.

## Sportlicher Werdegang
Der in der schottischen Westküstenstadt Troon – nördlich von Ayr gelegen – geborene Neill Collins begann seine Laufbahn beim unterklassigen Traditionsklub FC Queen’s Park, bevor es ihn im Juli 2002 zum FC Dumbarton in die dritte Liga verschlug. Mit seiner robusten und körperbetonten Spielweise wurde Collins bei den „Sons“ schnell zum Publikumsliebling und als neue Identifikationsfigur erhielt er darüber hinaus das Amt des Mannschaftskapitäns. In seiner Spielweise erinnerte er an einen Abwehrspieler „alter Prägung“, ähnlich Spielern wie Tony Adams in jüngerer Vergangenheit. Eine Reihe prominenter Vereine meldete im Laufe der Zeit Begehrlichkeiten an, darunter die schottischen Klubs FC Falkirk, Hibernian Edinburgh und Glasgow Rangers, als auch der englische Zweitligaverein Charlton Athletic. Nach jeweiligen Probetrainingseinheiten kam es jedoch in allen Fällen noch nicht zu einem Wechsel.
Im August 2004 verließ Collins den FC Dumbarton für eine Ablösesumme in Höhe von 25.000 Pfund in Richtung des englischen Zweitligisten AFC Sunderland. Dort absolvierte er nach seinem Debüt gegen den FC Reading am 31. August 2004 (0:1) noch zehn weitere Ligaspiele und gewann am Ende der Saison der 2004/05 die Zweitligameisterschaft, die gleichbedeutend mit dem direkten Aufstieg in die Premier League war. In der „Beletage des englischen Profifußballs“ kam er jedoch nicht zum Zuge; stattdessen liehen in die „Black Cats“ in der Hinserie an den Drittligisten Hartlepool United und in der zweiten Hälfte der Saison 2005/06 an den Zweitliga-Aufstiegsaspiranten Sheffield United aus. Im zuletzt genannten Klub war er jedoch nur in zwei Begegnungen auf dem Spielfeld. Zu Beginn der Saison 2006/07 kam Collins beim AFC Sunderland, der mittlerweile wieder in die zweite Liga abgestiegen war, auf der ungewohnten rechten Außenverteidigerposition zum Zuge, nachdem sich die dort angestammten Stephen Wright und Nyron Nosworthy verletzt hatten. Im November 2006 verlor er seine Stellung in der Mannschaft wieder und wechselte auf Leihbasis zu den Wolverhampton Wanderers, wo er mit Mick McCarthy zusammenarbeitete, der ihn schon in Sunderland trainiert hatte.
Nach dem Ende der Leihperiode entschlossen sich die Verantwortlichen der „Wolves“ zu einer endgültigen Verpflichtung des ehemaligen schottischen U-21-Nationalspielers – die Ablösesumme betrug 150.000 Pfund. Collins kam beständig in den verbleibenden Spielen der Saison 2007/08 bei seinem neuen Verein zum Einsatz – er verpasste mit dem Team die Play-off-Spiele zum Aufstieg in die Premier League nur knapp. Auch zu Beginn der Spielzeit 2008/09 war Collins zunächst Stammspieler, bevor ihm der vom FC Chelsea ausgeliehene Michael Mancienne seinen Platz streitig machte. Erst nach Manciennes zwischenzeitlicher Rückkehr nach London stand er wieder an der Seite von Richard Stearman im zentralen Abwehrverbund. Mit seiner roten Karte am 27. Januar 2009 bei der 0:1-Niederlage gegen den FC Reading verspielte er seinen Status jedoch, zumal zur selben Zeit sein Landsmann Christophe Berra verpflichtet wurde, den Trainer McCarthy ebenso wie den wiedererstarkten Routinier Jody Craddock in den folgenden Spielen hin zum direkten Aufstieg in die Premier League bevorzugte.
Obwohl Collins’ Vertrag noch bis zum Ende der Saison 2011/12 lief, äußerte Wolves-Trainer McCarthy im Juli 2009 den Wunsch, Collins an einen anderen Verein abgeben zu wollen. Mit Preston North End fand sich schließlich ein Interessent; der Zweitligist lieh Collins aus, wobei „PNE“ nach Ablauf der Frist zum Jahresende 2009 eine Option für eine dauerhafte Verpflichtung wahrnahm. Als jedoch Trainer Alan Irvine nur kurze Zeit später verließ, spielte Collins unter dessen Nachfolger Darren Ferguson keine Rolle mehr und zog im März 2010 für den Rest der Saison auf Leihbasis zu Leeds United weiter. Dort vertrat er den verletzten Patrick Kisnorbo, steuerte neun Ligaeinsätze zum Aufstieg in die zweitklassige Football League Championship bei und unterzeichnete im Juli 2010 in Leeds einen neuen Dreijahresvertrag.